# Greiner Bio-One
Die Greiner Bio-One ist ein österreichisch-deutsches Medizintechnik-Unternehmen und Teil der Greiner AG.

## Geschichte
Carl Albert Greiner gründete am 7. September 1868 ein Kolonialwaren- und Eisenwarengeschäft in Nürtingen, Baden-Württemberg. 1885 wurde aus dem Kolonialwarengeschäft eine Korkfabrik. 1958 wurden bei Greiner die ersten Kunststoffteile gegossen. Mit der Gründung der Greiner Labortechnik begann 1963 die Produktion der ersten Petrischalen aus Kunststoff und somit die Geschichte der heutigen Greiner Bio-One International GmbH.
In den 1980er Jahren gelang mit der Entwicklung des ersten Vakuum-Blutentnahmesystems aus Kunststoff (Vacuette) ein Welterfolg und Greiner Labortechnik wurde Trendsetter für die Vakuum-Blutentnahme.
1992 übersiedelte das Unternehmen in die Bad Haller Straße in Kremsmünster, Österreich. 18 Jahre später, am 28. Oktober 2000, erfolgte die Umfirmierung der Greiner Labortechnik auf Greiner Bio-One zur verstärkten Internationalisierung.
Heute ist Greiner Bio-One ein global agierendes Medizintechnikunternehmen mit insgesamt 29 Niederlassungen sowie Händlern und Vertriebspartnern in über 100 Ländern.

## Segmente
Das Unternehmen ist auf die Entwicklung, die Produktion und den Vertrieb von Qualitätsprodukten aus Kunststoff für den Laborbedarf spezialisiert und ist Lieferant für Krankenhäuser, Labore, Universitäten, Forschungseinrichtungen, die diagnostische und pharmazeutische Industrie sowie die Biotechnologie.
Greiner Bio-One ist in drei Geschäftssparten untergliedert: Preanalytics, BioScience und Sterilisation. Als Original Equipment Manufacturer (OEM) übernimmt Greiner Bio-One kundenspezifische Designentwicklungen und Fertigungsprozesse für die Bereiche Lifesciences und Medizin.